# Phaeocytostroma ambiguum
Phaeocytostroma ambiguum är en svampart som först beskrevs av Jean François Montagne, och fick sitt nu gällande namn av Franz Petrak 1927. Phaeocytostroma ambiguum ingår i släktet Phaeocytostroma, divisionen sporsäcksvampar och riket svampar.   Inga underarter finns listade i Catalogue of Life.